# Mișcarea feministă din Turcia
Mișcarea feministă din Turcia poate fi divizată în trei etape sau perioade; prima dintre acestea începe o dată cu anul 1839 și coincide cu spectrul larg de legi adoptate în perioada Tanzimatului, Imperiul Otoman ducând în acele vremuri o politică de reformare care a vizat și statutul femeilor în societate. A doua perioadă a început o dată cu era republicană, cu primul președinte al Turciei, Mustafa Kemal Atatürk, care a acordat o serie de drepturi femeilor; iar cea de-a treia etapă a coincis cu intervenția militară din 1980 care a fost inițiată de turcoaice însele.
În perioada Tanzimatului (1839-1876), Imperiul Otoman a promovat o politică de reforme, luând ca model Europa, considerat la acea vreme un tărâm al modernității. Oprimarea femeilor a fost văzută ca reprezentând un obstacol în calea procesului de modernizare al Imperiului Otoman și s-a considerat că numai prin educarea a membrilor societății- în special a femeilor, care până atunci fuseseră private de acest drept- se poate elimina orice impediment aflat în calea obținerii acestui ideal. În noua atmosferă cu viziuni mult mai liberale, femeile au început să își publice propriile jurnale în care își exprimau opiniile cu privire la statutul pe care o femeie îl are într-o societate de tip patrarhal și și-au constituit, de asemenea, propriile grupuri care își propuneau să sprijine femeile din punct de vedere material și moral, mișcarea femeilor din acea perioadă căpătând rapid amploare . Odată cu câștigarea puterii de către Junii turci în 1908 (Jön Türkler) a început cea de-a doua perioadă constituțională, în care au apărut câteva controverse privind drepturile femeilor. De pildă, începând cu anul 1915 femeilor li s-a permis să renunțe la văl în timpul în care se aflau la locul de muncă; în schimb, erau trimise acasă de poliție în cazul în care lungimea fustei pe care o purtau era mai scurtă decât lungimea oficial acceptată. Chiar și astăzi se observă o tendință de imixtiune socială a anumitor comunități- localizate în special, în zonele rurale- în desemnarea unui anumit tip de vestimentație feminină ca fiind decentă, potrivită .

## Reforme din perioada Tanzimatului și din perioada kemalistă
Pe data de 29 octombrie 1923, în ziua proclamării Republicii turce, Mustafa Kemal Atatürk și-a exprimat public principalele sale două obiective: construirea unui stat turc independent și modernizarea acestuia. Pentru a-și putea duce la îndeplinire obiectivele, a desființat Sultanatul și a introdus un nou Cod Civil, conceput după modelul elvețian, care interzicea poligamia, instituia căsătoria civilă, permitea introducerea acțiunii de divorț de către oricare dintre parteneri și garanta egalitatea femeilor în fața legii. De asemenea, pe data de 5 decembrie 1934, femeile își câștigă dreptul de a vota, reformă care contribuie la procesul de modernizare și occidentalizare al Turciei și care atrage după sine noi oportunități pentru femei în ceea ce privește accesul la educație, dar și la obținerea unui loc de muncă mai bun. Prin acordarea dreptului de vot al femeilor, Atatürk a reușit să accelereze procesul de occidentalizare al proaspăt constituitei Republici turce și să o diferențieze pe aceasta în mod pozitiv de alte state ale lumii .. Mai mult decât atât, Turcia a izbutit să se mențină democrată într-o perioadă în care regimurile totalitare puseseră stăpânire pe Europa. Republica turcă sub conducerea lui Atatürk a sprijinit mișcarea feministă, care era considerată a fi o punte de legătură între Orient care reprezenta tradiționalul și între Occident care simboliza modernitatea, progresul.
Reformele adoptate în perioada în care Atatürk s-a aflat la conducerea statului în care egalitatea femeilor devenise garantată în fața legii nu au fost suficiente pentru a acoperi dorința acestora de emancipare, așa încât mișcarea feministă a fost continuată prin intervenția militară din 1980, în fruntea căreia s-au aflat turcoaicele însele și care coincide cu cea de-a treia etapă a procesului de emancipare al femeilor. Această eveniment care a avut ca rezultat depolitizarea societății a fost considerată ca fiind prima mișcare de opoziție democratică. Oficialii statului turc au subestimat în mod cert și nu au reușit să înțeleagă corect atitudinea politică a noilor feministe, considerând că femeile luptau pentru drepturi deja garantate și prevăzute în Codul Civil adoptat în anul 1926 în era republicană. Mișcarea feministă s-a dezvoltat ca o reacție față de politica din acele vremuri și a reprezentat o formă de rebeliune împotriva statului.

### Intervenția militară din 1980 și modificările legislative care au decurs din aceasta
Mișcarea din 1980 a reprezentat și o extensie a tradiției kemaliste-construcția noilor reforme făcându-se pe baza celor adoptate de Atatürk- întrucât a apărut și ca o continuare a procesului de occidentalizare; însă pe de altă parte, a propus îmbunătățirea reformelor kemaliste și adaptarea acestora noilor realități sociale . Femeile au înțeles că trebuie să lupte pentru drepturile lor indiferent de poziția pe care o ocupau în societate, nivelul de educație sau de originea pe care o aveau; și au început această luptă prin formarea unei conștiințe a solidarității feminine. În acest sens, s-a constituit un grup de intelectuale beneficiare ale unei educații solide care se reuneau deseori pentru a discuta statutul femeii din societatea acelor zile, acestea au pus bazele unor asociații pentru femei și au publicat articole în diverse reviste. Scopul acestui grup era să formeze și să consolideze conștiința feministă și să protesteze împotriva oricărui tip de abuz împotriva femeilor . Mișcarea feministă a contribuit la continuarea procesului de modernizare al societății turce, întrucât nu numai că le-a oferit posibilitatea femeilor de a intra în viața politică prin mici grupuri ce se constituiseră, dar a înlesnit și expansiunea societății civile. Aflându-se în opoziție cu statul, femeile independente au creat puterea prin și pentru societatea civilă, punând bazele unor instituții feministe . Deși femeile din statele moderne ale acelor vremuri erau slab reprezentate în Parlament și partidele politice, acestea luau parte la viața politică din dorința de a pune bazele unei societăți democratice care să asigure egalitate între sexe și oportunități mai bune pentru femei , preferând organizațiile mici în locul partidelor. De cele mai multe ori, feministele din Turcia preferau să lupte pentru cauza lor organizând grupuri mici ce se întâlneau în vederea organizării unor campanii al căror scop final era acela de a construi o societate democratică, decât să caute susținere prin intermediul partidelor și al alegerilor. Femeile nu au luptat numai pentru drepturile lor, ci și pentru libertățile pe care orice cetățean al unei societăți democratice trebuie să le aibă, printre care se numărau  libertatea de exprimare a opiniei sau libertatea de a își alege religia. Mai mult decât atât, numeroase demonstrații publice și activități politice ale femeilor au constituit reacții împotriva politicilor de stat. Un exemplu elocvent în acest sens este reprezentat de organizarea Primului Congres al Femeilor din anul 1989 care a avut 800 de participante ce și-au exprimat doleanțele pe care le-au publicat ulterior în Manifestul pentru salvarea femeilor, manifest în care era criticat statul pentru divizarea meseriilor și locurilor de muncă pe considerente ce țineau de apartenența la un anumit gen.  Pe data de 8 Martie – Ziua Internațională a Femeii-în anul 1988, un grup de femei a înmânat Parlamentului turc o petiție ce conținea 7000 de semnături prin care era cerută implementarea Convenției pentru Eliminarea Discriminării împotriva femeii; petiție care obține în cele din urmă semnătura dorită. Unul dintre cei mai importanți pași împotriva violenței domestice a fost reprezentat de protestul a 3000 de femei în Istanbul, pe data de 17 mai 1987. Această demonstrație, care a fost prima aprobată la nivel național după intervenția din 1980, a avut ca punct de plecare un proces de divorț intentat de o femeie însărcinată – mamă a doi copii- care fusese victima violenței domestice. Femeile protestau împotriva judecătorului care respinsese cererea de divorț, invocând un proverb vechi turcesc: Kadının sırtını sopasız, karnını sıpasız bırakmamak gerek(Spatele unei femei are nevoie de bătaie, așa cum pântecele ei are nevoie de un copil). Mai mult decât atât, unele dintre femei au depus plângere împotriva judecătorului respectiv și au cerut punerea sa sub acuzare pentru discriminare. 
Cu toate că aceasta nu a fost prima dată în care femeile au protestat pentru a-și apăra drepturile, protestul din anul 1987 a fost perceput ca o revoltă împotriva principalului rol pe care o femeie îl avea în societatea turcă ale acelor vremuri și anume cel de mamă aflată mereu în slujba celorlalți. Această revoltă a fost continuată prin protestul feministelor împotriva Zilei Mamei, femeile alegând să se opună sărbătoririi acestei zile în care este exprimată admirația față de femeie în calitatea sa de mamă, în condițiile în care acestea continuau să fie victime ale abuzurilor soților. Marșul care protesta și împotriva absenței protecției legale a femeilor și copiilor împotriva violenței avea ca slogan: Ayaklarımın Altında Cenneti Değil, Dunyayı istiyorum(Sub picioarele mele nu vreau sa fie Raiul, ci Pământul).
Abuzurile fizice și psihice pe care o femeie le suporta soțului puteau constitui un motiv întemeiat pentru a depune cerere de divorț, însă acesta nu putea fi pus sub acuzare, întrucât violența domestică nu reprezenta o infracțiune. Aceste tipuri de abuzuri erau privite de stat ca aspecte ce țineau de viața personală și nu interveneau nici măcar pentru a oferi protecție victimelor. Organizațiile ce se ocupau cu apărarea drepturilor femeilor își începeau activitatea prin desfășurarea a numeroase campanii împotriva violenței conjugale. Un exemplu elocvent în acest sens este reprezentat de Fundația Lilac Roof care a publicat în anul 1988 cartea Bağır Herkes Duysun, cartea concepută pe baza mărturiilor a mai multor femei care au avut de suferit din cauza violenței bărbaților din viața lor; fie ei soți, tați sau chiar frați. Scopul cărții a fost acela de a sublinia că violența se naște la tot pasul, indiferent de clasa socială din care fac parte cei implicați, de educația sau de poziția pe care aceștia o ocupă în societate și accentuează ideea conform căreia aceste abuzuri împotriva femeilor sunt tolerate de statul de tip patrarhal care nu adoptă un set de legi menite să prevină și să pedepsească aceste tipuri de comportamente. Mai mult decât atât, interesul arătat de presă față de această carte a făcut ca această campanie să devină un succes .
Au existat câteva elemente importante care au caracterizat cea de-a treia etapă a mișcării feministe din Turcia. În primul rând, această mișcare a vizat femei care făceau parte din toate clasele sociale, apărând astfel cauza oricărei femei abuzate, indiferent de poziția sau de statutul pe care le ocupa în societate. În al doilea rând, toate demersurile care au fost făcute în numele acestei mișcări feministe s-au desfășurat sub semnul principiilor democratice, și deși numărul activistelor era unul redus, acestea au reușit să mobilizeze și alte participante al căror scop era să atragă atenția clasei politice cu privire la încălcarea drepturilor femeilor. Această mișcare feministă ce se caracteriza prin pluralism și individualism, a luptat pentru o nouă viziune a democrației turcești; în care fiecare femeie, indiferent de clasa socială din care făcea parte, de origine, de educația primită sau de ocupație să poată beneficia de sprijin în cazul în care era abuzată. Feministele din Turcia au susținut că statul trebuie să respecte sfera privată, dar în același timp, și decizia femeilor de a se opune abuzurilor și să le ofere protecție împotriva acestor tipuri de comportamente-  mai mult decât susținerea principiilor kemaliste conform cărora o femeie este socotită egala unui bărbat în fața legii, femeile își doreau ca discriminarea și violența domestică să fie pedepsite prin lege. Această nouă mișcare a readus în discuție stereotipurile sociale pe sexe și a pornit o luptă împotriva valorilor patriarhale, prin reconsiderarea rolurilor pe care se presupune că un bărbat sau o femeie trebuie să le îndeplinească în cadrul socio-familial. Acest fapt a făcut posibilă reconstrucția unei noi identități feminine, oferindu-le acestora mai multe alternative, femeile luptând nu numai pentru drepturile lor, ci punând la îndoială întregul sistem patriarhal și căutând să se redefinească pe sine .

### Modificările Codului Civil în urma Mișcării feministe din Turcia
Prin această mișcare, femeile au fost îndemnate să își aleagă singure destinul, luând propriile decizii și exprimându-și propria voință. Feministele au cerut ca femeilor să li se acorde respectul cuvenit oricărui cetățean care face parte dintr-o societate democratică, și nu pentru calitatea lor de a fi mame, soți sau surori. De asemenea, feministele le-au cerut femeilor să își exprime opiniile în mod direct prin literatură sau prin manifestații publice, și să nu lase pe nimeni să vorbească în numele lor; această atitudine individualistă constituind o schimbare radicală în societatea turcă în condițiile în care până atunci se obișnuia ca elitele să vorbească în numele întregii națiuni.  De asemenea, în vederea clarificării poziției pe care femeile o ocupau în societatea turcă a anilor 80’, feministele au cerut revizuirea Codului Civil, din perspectiva problematicii legate de nerespectarea egalității între sexe. Această nouă generație de femei a susținut faptul că reformele kemaliste conform cărora femeia era socotită egala unui bărbat în fața legii deveniseră insuficiente, adevăratul țel fiind reprezentat de pedepsirea violenței domenstice- în acest sens, sunt organizate proteste, sunt deschise centre de ajutorare a femeilor abuzate și sunt depuse petiții pentru obținerea unor măsuri speciale împotriva acestor tipuri de comportamente.
Numeroase articole din Codul Civil care încălcau principiul egalității au fost revizuite în anii 90’, spre exemplu, Articolul 159 conform căruia unei femei i se interzicea să aibă o slujbă fără acordul soțului său a fost abrogat în Iulie 1992. De asemenea pe data de 22 mai 1997, Articolul 153 potrivit căruia o femeie trebuia să poarte numai numele de familie al soțului a fost schimbat, în sensul în care acum o femeie își poate păstra după căsătorie dacă dorește, propriul nume de familie. Pe 17 Ianuarie 1998, Legea Protecției Familiei intervine, adoptând o serie de măsuri menite să protejeze femeile împotriva violenței domestice; măsuri completate de către Parlamentul turc în Ianuarie 2002, printr-o nouă revizuire a Codului Civil în ceea ce privește egalitatea între sexe. Printre cele peste 1000 de noi prevederi s-au aflat și următoarele: s-a abrogat articolul potrivit căruia bărbatul era considerat conducatorul familiei, vârsta minimă legală pentru căsătorie devine cea de 18 ani (până atunci, băieți se puteau căsători începând cu vârsta de 17 ani, iar fetele de la 15 ani), copiii care erau născuți în afara unui mariaj beneficiau de aceleași drepturi ca ceilalți, existența posibilității de a adapta un copil chiar și fără a fi căsătorit etc . Fără îndoială că revizuirea Codului Civil și a Constituției a reprezentat un pas important în îmbunătățirea drepturilor femeilor, dar și expresia unei democrații totale în statul turc. Cu toate acestea, anumite aspecte au fost neglijate, ca de exemplu, partajul desfășurat în urma unui divorț care devenea problematic, mai ales în condițiile în care existau milioane de femei casnice care nu se bazau pe venituri proprii. De asemenea, femeile au cerut ca anumite prevederi ale Codului Penal în vigoare la acea vreme să fie abrogate și au constestat judecătorii care susțineau că violența domenstică reprezintă un aspect al vieții particulare a cetățenilor în care nu au dreptul să intervină. Mai mult decât atât, deși uciderea unui membru al familiei putea fi pedepsită cu închisoare pe viață, în cazul crimei de onoare, pedepsele erau reduse la minimum; în cazul comiterii unei astfel de infracțiuni de către un minor, pedeapsa putea ajunge până la doi ani de închisoare. Națiunile Unite estimează că în jurul anului 2000, la nivel mondial, peste 5000 de fete sau femei au fost ucise de către familiile lor în numele onoarei, iar anual cel puțin 200 astfel de crime sunt săvârșite în Turcia .  
Castitatea feminină reprezintă cel mai important mecanism de control al libertății sale; mecanism care este dirijat de instituții sociale precum familia, justiția sau tradițiile culturale. Virginitatea unei femei nu este un aspect ce ține de propria alegere a unei femei, ci reprezintă o calitate fără de care o femeie este supusă alienării și marginalizării; puritatea sa fiind esențială pentru supraviețuirea standardelor și valorilor unei societăți. Prin legile sale, statul este implicat în reflectarea valorilor sociale privind puritatea unei femei și controlul pe care aceasta îl are asupra sexualității sale. Spre exemplu, până în Martie 1999, femeile care comiteau adulter puteau fi închise, iar fetele care se aflau în grija statului erau obligate să se supună la controale prin care să le fie verificate virginitatea . Aceste teste pentru verificarea virginității reprezentau modalități moderne ce se înscriau în limitele legalității de abuz împotriva femeilor, aplicate pentru conservarea imaginii femeii morale, concept care fusese inoculat societății vreme de secole întregi. Deși de jure femeile erau socotite ca fiind egalele bărbaților, de facto în viața de zi cu zi, la locul de muncă, din punct de vedere economic sau politic, femeile nu se puteau bucura de drepturile lor. 

### Influența europeană în Mișcarea feministă din Turcia
În ceea ce privește influența europeană asupra drepturilor femeii, au existat demersuri ale Comunității Europene pentru îmbunătățirea procesului de democratizare în Turcia. De exemplu, după intervenția militară din 12 septembrie 1980, Comunitatea Europeană a accelerat procesul de democratizare al societății turce prin intermediul vizitelor diplomatice; mai mult decât atât, Turcia astăzi a devenit aspirantă la aderarea în Uniunea Europeană. Cu toate că nou constituita Comunitate Europeană nu făcea din apărarea drepturilor femeii o prioritate, a fost introdus în Tratatul de la Roma și Articolul 119 (denumit ulterior Articolul 141) potrivit căruia pentru aceiași muncă femeile erau plătite egal cu bărbații.; ulterior, acesta a devenit un drept obligatoriu pentru oricare dintre țările care făceau parte din Comunitatea Europeană. Printre prevederile Tratatului de la Roma se numără și următoarele: interzicerea discriminării pe baza naționalității (Articolul 12), al sexului, rasei sau originii etnice, religiei sau credinței, dizabilităților sau orientării sexuale (Articolul 13), promovarea egalității pe piața muncii, al oportunităților sau al tratamentului la locul de muncă (Articolul 137), dar și încurajarea principiului egalității dintre sexe pe toate planurile:economic, cultural și socio-familial.
Aceleași prevederi s-au regăsit reunite și în Charta Drepturilor Fundamentale ale Uniunii Europene. Principiile care promovează drepturile omului au început să fie incluse în toate tratatele semnate între Uniunea Europeană și țările care nu făceau parte din această organizație; tratate în conținutul cărora sunt pe larg prezentate egalitatea între sexe și drepurile femeilor. 
Declarația de la Barcelona semnată în anul 1995 cu prilejul Parteneriatului Euro-Mediteranean specifică dreptul femeilor de a contribui în condiții egale la dezvoltarea economică, socială, culturală și politică a statului în care trăiesc. Una dintre instituțiile cele mai implicate în apărarea drepturilor și libertăților femeii este Parlamentul European, ai cărui membri s-au întrunit pe 24 octombrie 2001 pentru o dezbatere la finalul căreia statul turc a fost asigurat că se va face totul pentru asigurarea asistenței necesare punerii în practică a prevederilor stabilite în tratatele mai sus menționate . Orice stat care își dorește să devină membru al Uniunii Europene trebuie întâi să-și însușească acest set de legi privind egalitatea și drepturile omului, unul dintre domeniile în care țările aderante trebuie să se conformeze standardelor europene este reprezentat de legislația privind criteriile de angajare, dar și drepturile pe care le are un angajat-printre care și dreptul de a fi protejat și de a-ți desfășura munca în condiții optime.  
Turcia a ratificat în decembrie 1985 și Convenția Unuiunii Europene pentru Eliminarea oricărei Discriminări împotriva Femeii (CEDAW).
Această convenție impunea realizarea de legi care să apere și să îmbunătățească în mod egal atât viața femeilor, cât și pe cea a bărbaților pe toate planurile sociale, dar și schimbarea și revizuirea vechilor legi astfel încât discriminarea femeilor să fie pedepsită și să poată fi luate toate măsurile necesare în vederea prevenirii perpetuării acestei infracțiuni. O dată cu această ratificare, Turcia a răspuns într-un mod favorabil dezbaterilor naționale și internaționale privind drepturile femeii; răspuns datorat în mare măsură și presiunii internaționale, dar și grija pentru reputația internațională a țării. Cu această nouă imagine creată, Turcia a încercat să adere pentru a deveni membră a Comunității Europene la data de 14 Aprilie 1987, nefiind însă acceptată pe motiv că existau anumite controverse care vizau o parte dintre legile statului turc comparativ cu normele unanim acceptate de statele care erau membre ale Comunității Europene- la ratificarea CEDAW, Turcia a avut obiecții privind Articolele 15 și 16, pretinzând că acestea erau în contradicție cu legile prevăzute în Codul Civil turcesc în ceea ce privește căsătoria și familia.
Multe dintre feministe au sperat ca Turcia să își continue negocierile pentru a accede în Cominitatea Europeană, pentru ca prezența acestora în cadrul societății turce să îi forțeze pe oameni să schimbe ceva în modul de a gandi și de a se comporta . Și Müjde Bilgütay, reprezentantă a fundației Kadının İnsan Hakları ve Yeni Cözümler Vakfı , recunoaște importanța implicării organizațiilor Uniunii Europene în procesul de emancipare al femeilor din Turcia, dar în același timp atribuie merite și feministelor care s-au aflat în fruntea mișcării din 1980. Cu toate că au fost adoptate numeroase prevederi legale care vin în sprijinul drepturilor femeii, există și o serie de contradicții care nu au fuseseră incă soluționate la acea vreme. Spre exemplu, testele prin care este verificată virginitatea nu erau total interzise, iar pedepsele aplicate în cazul crimelor de onoare nu erau atât de aspre. Pentru ca progresul țărilor care adera la Uniunea Europeană să fie monitorizat, sunt întocmite în acest sens rapoarte anuale, primul raport în care era vizată și societatea turcă fiind publicat în anul 1998. 
În ciuda faptului că era recunoscută rafificarea CEDAW din 1985 de către Turcia, Raportul preciza că în Codul Civil aflat în vigoare la acea vreme, încă mai existau prevederi legale discriminatorii în ceea ce privea drepturile și îndatoririle maritale. Potrivit Raportului Uniunii Europene din 1998, o altă chestiune importantă era legată de violența domestică, și deși în Turcia la acea vreme acest tip de comportament devenise unul ilegal, nu existau prevederi explicite privind pedepsele care urmau să fie aplicate, spre exemplu, unui soț violent. În rapoartele din anii următorii a fost consemnat faptul că discriminarea împotriva femeii se menținea încă la un nivel ridicat, și s-a subliniat de asemenea, nevoia introducerii unor programe prin care să se încurajeze și să se susțină educarea femeilor, în anul 2000, 25%  dintre acestea fiind analfabete. De asemenea, în rapoartele emise de către Uniunea Europeană de-a lungul anilor, se precizează garantarea egalității între sexe prin adoptarea în Constituția turcă a unui set de legi menite să combată discriminarea, dar se afirmă și că, pentru mai buna implementare a acestora, femeilor trebuie să li se asigure posibilitatea de a studia pentru a putea accede în poziții de conducere ale societății turce, în aceiași măsură în care o puteau face și bărbații. O altă chestiune criticată în rapoartele anuale emise de către Uniunea Europeană este și cea legată de unul dintre articolele Constituției turce care specifică faptul că bunurile dobândite în timpul căsătoriei se împart în mod egal între soți numai în cazul în care căsătoria a fost încheiată după intrarea în vigoare a noului Cod Civil. Mai mult decât atât, în anul 2002 sunt aduse în discuție și diversele obstacole legislative care împiedică femeile de a practica anumite meserii sau de a fi plătite în mod egal cu un bărbat pentru aceiași muncă și este consemnată și prezența redusă a femeilor în politică . 
Rapoartele au consemnat și abrogarea, din Ianuarie 2002, a articolului constituțional care eradica conceptul de conducător al familiei, acordându-le femeilor dreptul de a decide asupra copiilor și asupra altor aspecte de ordin familial, inclusiv acestea nu mai aveau nevoie de permisiunea soțului atunci când doreau să ocupe un anumit loc de muncă. Este de asemenea menționat faptul că și femeia poate introduce acțiunea de divorț și poate pretinde la partaj jumătate din bunurile obținute în timpul căsătoriei. Mai mult decât atât, rapoartele aduc în discuție și noile prevederi constituționale potrivit cărora vârsta legală pentru căsătorie devine cea de 18 ani; vârsta pentru demararea procedurilor de adopție scade de la 35 de ani la 30, adopție care poate fi cerută și de o persoană necăsătorită; iar copiii din afara căsătoriei obțin drepturi egale la moștenire cu ale celor legitimi. În raportul emis de către Uniunea Europeană în anul 2003 este menționată abrogarea Articolului 462 al Codului Penal, care permitea acordarea de sentințe reduse celor ce săvârșeau crime de onoare- în cazul în care criminalii erau  minori pedepsele fiind și mai mici-, însă a precizat și că acest fenomen, al crimei de onoare, continua încă să fie larg răspândit. Cu toate acestea, adoptarea de către statul turc a unui nou Cod Penal în Septembrie 2004 a consolidat principiul egalității dintre bărbați și femei, prin introducerea unor noi legi care prevedeau printre altele ca testele prin care era probată virginitatea să fie interzise sau efectuate numai la cererea unui judecător; sau ca cei care comiteau crime de onoare să fie pedepsiți cu închisoare pe viață . De asemenea, în noul Cod Penal era prevăzut și faptul că hărțuirea sau abuzurile îndreptate împotriva unuia dintre soți deveneau infracțiuni pedepsite prin lege, statul turc propunându-și prin acest nou set de prevederi legale să lupte pentru promovarea drepturilor femeii și să combată discriminarea și tortura. 